# Dmytro Zajciw
Dmytro Zajciw (in ucraino Дмитро Зайців?; Velyka Mykhailivka, 17 febbraio 1897 – Rio de Janeiro, dicembre 1976) è stato un entomologo ucraino naturalizzato brasiliano, noto per la sua collezione e per le sue numerose scoperte di coleotteri.

## Biografia
Fu il primo a descrivere i generi Adesmoides e Pseudogrammopsis, così come le specie Beraba angusticollis e Mionochroma subaurosum e molte altre.

## Opere principali
- (PT) Dmytro Zajciw, Dois novos gêneros e espécies de longicórneos neotrópicos (Col. Cerambycidae'), 1957. URL consultato il 18 febbraio 2022.
- (PT) Dmytro Zajciw, Contribuicao powa o estudo dos longicorneos do Rio de Janeiro (Coleoptera-Cerambycidae)., Univ., 1958. URL consultato il 18 febbraio 2022.